# Barge (Mythologie)
Barge (altgriechisch Βάργη Bárgē) ist eine Gestalt der griechischen Mythologie.
Wie Apollonios von Aphrodisias in seinem 4. Buch der Karika, einer Geschichte Kariens, bei Stephanos von Byzanz überliefert, war Barge eine Gemahlin oder Geliebte des Herakles und hatte mit diesem den Bargasos zum Sohn. Sie ist folglich auch als Großmutter des Kyardos, des Sohnes von Bargasos, anzusprechen.